# Ciarán Hinds
Ciarán Hinds (Belfast, Irlanda del Norte, 9 de febrero de 1953) es un actor británico-irlandés.

## Infancia y juventud
Hinds nació en Belfast (Irlanda del Norte). Su padre era médico y su madre maestra y actriz aficionada. Fue bailarín en su juventud y se educó en los centros escolares Holy Family Primary School y St. Malachy's College. Después de abandonar San Malachy se matriculó como estudiante de Derecho en la Universidad Queen’s de Belfast, pero pronto se convenció de seguir una carrera dramática, por lo cual abandonó sus estudios en la universidad para matricularse en la Royal Academy of Dramatic Art (RADA).

## Carrera
Comenzó su carrera profesional en el Glasgow Citizens' Theatre, de Glasgow, en la producción de 1976 de Cinderella (Cenicienta). Fue actor habitual de esta compañía desde finales de los años 1970 hasta mediado de los años 1980. Durante este período, Hinds también trabajó una etapa en Irlanda con grupos como el Abbey Theatre, The Field Day Theatre Company, The Druid Theatre, The Lyric Players' Theatre y The Project Arts Centre. En 1987, fue contratado por Peter Brook para Mahabharata, una obra de seis horas con la que viajó por el mundo y en la que también actuó en su versión cinematográfica de 1989. A principios de los años 1990 ya era un miembro de la Royal Shakespeare Company, con la que tuvo un éxito notable con el papel principal de la producción de 1993 de Richard III, dirigida por Sam Mendes. A partir de ahí alcanzó reconocimiento como actor en Londres y en producciones de Broadway, como la de Patrick Marber en Closer, por la que fue premiado por la crítica. A partir de ahí trabajó en distintas obras de teatro en Dublín y Broadway.
En cine debutó en la película de John Boorman Excalibur (1981). Tuvo un papel secundario como Jim Browner en el capítulo 6, titulado "The Cardboard Box", en la séptima temporada de la serie The Adventures of Sherlock Holmes. Su cartera de representaciones también incluye al Capitán Frederick Wentworth en Persuasión (1995), Jonathan Reiss en Lara Croft Tomb Raider: La cuna de la vida (2003), John Traynor en Veronica Guerin (2003) o Firmin en la versión fílmica de El fantasma de la ópera (2004). También interpretó a Carl, integrante de un grupo de asesinos, en la película política de Steven Spielberg Múnich (2005), Miami Vice (2006) o ambas partes de la adaptación cinematográfica de Harry Potter y las Reliquias de la Muerte (2011) como Aberforth Dumbledore. También aparece en el film La suma de todos los miedos.
En televisión es sobre todo destacable su interpretación de Julio César en la primera temporada (y un cameo en la segunda) de la serie de la BBC y la HBO Roma (2006). Además, en Jasón y los argonautas (2000) interpreta el papel del Rey Esón.
Más adelante, se anunció su adhesión al reparto de la popular serie Juego de Tronos, en el papel de Mance Rayder, el Rey-Más-Allá-del-Muro, apareciendo en 2013.
En el verano de 2013, actuó en el Donmar Warehouse de Londres en la producción de estreno de The Night Alive, una obra de Conor McPherson, que se trasladó en noviembre de 2013, con Hinds en el papel principal, al Atlantic Theatre Company de Nueva York.
En 2015, actuó en Hamlet junto a Benedict Cumberbatch en el London Barbican, interpretando al rey Claudio. Apareció al año siguiente como el vicegobernador Danforth en la producción de Broadway de la obra de Arthur Miller The Crucible, junto a Saoirse Ronan y Ben Whishaw.
En 2017 apareció como el villano Steppenwolf en la película Liga de la Justicia, basada en los personajes de DC Comics.
En 2018 filmó en Francia la película The Thin Man, luego retitulada The Man In The Hat, dirigida por el compositor ganador del Óscar Stephen Warbeck.
También en 2018, interpretó al Capitán Sir John Franklin en la serie de AMC The Terror, basada en la expedición al Ártico perdida en 1845.
Decepcionado con las nuevas grabaciones y los cambios realizados por Joss Whedon en La Liga de la Justicia, Hinds expresó sus esperanzas de que se lanzara el corte de 
Zack Snyder, calificándolo de superior al corte teatral final. Finalmente, Zack Snyder's Justice League fue lanzada en el servicio de streaming de WarnerMedia Entertainment, HBO Max, el 18 de marzo de 2021. La película restauró muchas escenas, incluidas las de Hinds que no aparecieron en la versión de Whedon.
- 2025 Interviene en la serie de 5 capítulos "El camino estrecho" (The Narrow Road to the Deep North)

## Vida personal
Hinds vive en París con la actriz y diseñadora vietnamita Hélène Patarot. Se conocieron en 1987 mientras estaban en el elenco de la producción de Peter Brook de The Mahabharata. Juntos tienen una hija, Aoife Hinds, nacida en 1991, que también es actriz y ha aparecido en Derry Girls y Normal People.
Es íntimo amigo del también actor irlandés Liam Neeson.

## Filmografía

### Cine
| Año  | Título                                             | Rol                         | Notas                                                                                       |
| ---- | -------------------------------------------------- | --------------------------- | ------------------------------------------------------------------------------------------- |
| 1981 | Excalibur                                          | Rey Lot                     | Acreditado como Ciaran Hinds                                                                |
| 1989 | El cocinero, el ladrón, su mujer y su amante       | Cory                        |                                                                                             |
| 1991 | December Bride                                     | Frank Echlin                |                                                                                             |
| 1993 | The Man Who Cried                                  | Abel Mason                  |                                                                                             |
| 1995 | Persuasión                                         | Capitán Frederick Wentworth |                                                                                             |
| 1995 | Círculo de amigos                                  | Professor Flynn             |                                                                                             |
| 1996 | Mary Reilly                                        | Sir Danvers Carew           | Acreditado como Ciaran Hinds                                                                |
| 1996 | Some Mother's Son                                  | Danny Boyle                 |                                                                                             |
| 1997 | The Life of Stuff                                  | David Arbogast              |                                                                                             |
| 1997 | Oscar and Lucinda                                  | Rev. Dennis Hasset          | Acreditado como Ciaran Hinds                                                                |
| 1998 | Titanic Town                                       | Aidan McPhelimy             |                                                                                             |
| 1999 | The Lost Son                                       | Carlos                      |                                                                                             |
| 1999 | The Lost Lover                                     | Adam                        |                                                                                             |
| 2000 | The Weight of Water                                | Louis Wagner                |                                                                                             |
| 2002 | The Sum of All Fears                               | Presidente Nemerov          |                                                                                             |
| 2002 | Camino a la perdición                              | Finn McGovern               |                                                                                             |
| 2003 | Veronica Guerin                                    | John Traynor                |                                                                                             |
| 2003 | Lara Croft Tomb Raider: La cuna de la vida         | Jonathan Reiss              |                                                                                             |
| 2003 | Las chicas del calendario                          | Rod                         |                                                                                             |
| 2003 | The Statement                                      | Pochon                      |                                                                                             |
| 2004 | Mickybo & Me                                       | Jonjo's Da                  |                                                                                             |
| 2004 | El fantasma de la ópera                            | Richard Firmin              |                                                                                             |
| 2005 | Múnich                                             | Carl                        |                                                                                             |
| 2006 | Miami Vice                                         | Agente del FBI John Fujima  |                                                                                             |
| 2006 | Amazing Grace                                      | Lord Tarleton               |                                                                                             |
| 2006 | The Tiger's Tail                                   | Padre Andy                  |                                                                                             |
| 2006 | The Nativity Story                                 | Rey Herodes                 |                                                                                             |
| 2007 | Hallam Foe                                         | Julius Foe                  |                                                                                             |
| 2007 | Margot y la boda                                   | Dick Koosman                |                                                                                             |
| 2007 | There Will Be Blood                                | Fletcher Hamilton           |                                                                                             |
| 2008 | In Bruges                                          | El cura                     | No acreditado                                                                               |
| 2008 | Miss Pettigrew Lives for a Day                     | Joe Blomfield               |                                                                                             |
| 2008 | Stop-Loss                                          | Roy King                    |                                                                                             |
| 2008 | Cash                                               | Barnes                      |                                                                                             |
| 2008 | The Tale of Despereaux                             | Botticelli                  | Voz                                                                                         |
| 2009 | La montaña embrujada                               | Henry Burke                 |                                                                                             |
| 2009 | The Eclipse                                        | Michael Farr                | Premio Mejor Actor 2009 – Tribeca Film Festival                                             |
| 2009 | Life During Wartime                                | Bill Maplewood              |                                                                                             |
| 2011 | Harry Potter y las Reliquias de la Muerte: parte 2 | Aberforth Dumbledore        | Reemplazando a Jim McManus, quien interpretó el papel en Harry Potter y la Orden del Fénix. |
| 2011 | The Debt                                           | David Peretz                |                                                                                             |
| 2011 | The Rite                                           | Padre Xavier                |                                                                                             |
| 2011 | Salvation Boulevard                                | Jim Hunt                    |                                                                                             |
| 2011 | Tinker Tailor Soldier Spy                          | Roy Bland                   |                                                                                             |
| 2011 | The Shore                                          | Jim                         |                                                                                             |
| 2011 | Ghost Rider: Espíritu de Venganza                  | Roarke / Mefistófeles       | Reemplazando a Peter Fonda, quien interpretó el papel en Ghost Rider.                       |
| 2012 | The Woman in Black                                 | Sam Daily                   |                                                                                             |
| 2012 | John Carter                                        | Tardos Mors                 |                                                                                             |
| 2013 | Circuito cerrado                                   | Devlin                      |                                                                                             |
| 2013 | The Sea                                            | Max Morden                  |                                                                                             |
| 2013 | The Disappearance of Eleanor Rigby                 | Spencer Ludlow              |                                                                                             |
| 2013 | Frozen                                             | Abuelo Pabbie               | Voz                                                                                         |
| 2013 | McCanick                                           | Quinn                       |                                                                                             |
| 2015 | Last Days in the Desert                            | Padre                       |                                                                                             |
| 2015 | Hitman: Agent 47                                   | Dr. Litvenko                |                                                                                             |
| 2015 | The Driftless Area                                 | Ned                         |                                                                                             |
| 2016 | Bleed for This                                     | Angelo Pazienza             |                                                                                             |
| 2016 | Silence                                            | Padre Valignano             |                                                                                             |
| 2017 | Axis                                               | Jim                         | Voz                                                                                         |
| 2017 | Woman Walks Ahead                                  | James McLaughlin            |                                                                                             |
| 2017 | Liga de la Justicia                                | Steppenwolf                 | Voz y captura de movimiento                                                                 |
| 2018 | Red Sparrow                                        | Coronel Zakharov            |                                                                                             |
| 2018 | Elizabeth Harvest                                  | Henry                       |                                                                                             |
| 2018 | First Man                                          | Robert R. Gilruth           |                                                                                             |
| 2019 | Frozen 2                                           | Abuelo Pabbie               | Voz                                                                                         |
| 2020 | The Man In The Hat                                 | El hombre delgado           |                                                                                             |
| 2021 | Zack Snyder's Justice League                       | Steppenwolf                 | Voz y captura de movimiento                                                                 |
| 2021 | Belfast                                            | Abuelo                      |                                                                                             |
| 2022 | El prodigio                                        | Father Thaddeus             |                                                                                             |
| 2023 | The Family Plan                                    | McCaffrey                   |                                                                                             |
| 2024 | In the Land of Saints and Sinners                  | Vinnie O'Shea               |                                                                                             |

### Televisión
| Año       | Título                                        | Rol                    | Notas                                         |
| --------- | --------------------------------------------- | ---------------------- | --------------------------------------------- |
| 1981      | Our Boys                                      | Hermano                |                                               |
| 1989      | The Mahabharata                               | Ashwathama             |                                               |
| 1990      | Who Bombed Birmingham?                        | Richard McIlkenny      |                                               |
| 1990      | The Play on One                               | Martin Pitt            | Episodio: "Yellowbacks"                       |
| 1992      | Perfect Scoundrels                            | Jack Vosper            | Temporada 3, episodio 6: "The Good-Bye Look"  |
| 1992      | Between the Lines                             | Det. Insp. Micky Flynn | Temporada 1, episodio 1: "Private Enterprise" |
| 1992      | Hostages                                      | Brian Keenan           |                                               |
| 1993      | The Man Who Cried                             | Abel Mason             |                                               |
| 1993      | Prime Suspect 3                               | Edward Parker-Jones    |                                               |
| 1993      | Soldier, Soldier                              | Clive Hickey           | Temporada 3, episodio 7: "Trouble and Strife" |
| 1994      | The Memoirs of Sherlock Holmes                | Jim Browner            | Temporada 1, episodio 6: "The Cardboard Box"  |
| 1994      | A Dark-Adapted Eye                            | Paolo                  |                                               |
| 1994      | Seaforth                                      | John Stacey            |                                               |
| 1995      | Rules of Engagement                           | Cambell Ferguson       |                                               |
| 1995      | The Affair                                    | Edward Leyland         |                                               |
| 1996      | Testament: The Bible in Animation             | Lucifer / Satán        | Episodio: "Creation and the Flood" Voz        |
| 1996      | Tales from the Crypt                          | Jack Lynch             | Temporada 7, episodio 11: "Confession"        |
| 1996      | Cold Lazarus                                  | Fyodor                 |                                               |
| 1997      | Jane Eyre                                     | Edward Rochester       |                                               |
| 1997      | Ivanhoe                                       | Brian de Bois-Guilbert |                                               |
| 1998      | Getting Hurt                                  | Charlie Cross          |                                               |
| 2000      | Jasón y los Argonautas                        | Rey Esón               |                                               |
| 2000      | The Sleeper                                   | Fergus Moon            |                                               |
| 2000      | Thursday the 12th                             | Marius Bannister       |                                               |
| 2003      | Broken Morning                                | Albert Camus           |                                               |
| 2004      | The Mayor of Casterbridge                     | Michael Henchard       | Acreditado como Ciaran Hinds                  |
| 2005      | Roma                                          | Julio César            |                                               |
| 2009      | Above Suspicion                               | DCI James Langton      |                                               |
| 2010      | Above Suspicion: The Red Dahlia               | DCI James Langton      |                                               |
| 2011      | Above Suspicion: Deadly Intent                | DCS James Langton      |                                               |
| 2012      | Above Suspicion: Silent Scream                | DCS James Langton      |                                               |
| 2012      | Political Animals                             | Bud Hammond            |                                               |
| 2013–2015 | Game of Thrones                               | Mance Rayder           | 5 episodios                                   |
| 2016      | Shetland                                      | Michael Maguire        | Temporada 3 (6 episodios)                     |
| 2016      | LEGO Frozen Northern Lights                   | Abuelo Pabbie          | Voz; especial de televisión                   |
| 2018      | The Terror                                    | John Franklin          | Miniserie; 3 episodios                        |
| 2022      | Treason                                       | Sir Martin Angelis     | MIniserie; 5 episodios                        |
| 2024      | El Señor de los Anillos: Los Anillos de Poder |                        |                                               |